# Franciela Krasucki
Franciela das Graças Krasucki (sinh ngày 26 tháng 4 năm 1988 tại Valinhos, São Paulo) là vận động viên chạy nước rút người Brazil.

## Sự nghiệp
Cô cùng đội tuyển Brazil tham dự chạy tiếp sức 4 × 100 mét tại Thế vận hội Mùa hè 2012; đội đã lập kỷ lục thể thao Nam Mỹ với thời gian 42,55 ở vòng 1, sau đó xếp thứ bảy trong trận chung kết với thời gian 42,91.
Tại Giải vô địch Điền kinh thế giới 2013 tổ chức tại Moskva, Ana Cláudia Lemos, Evelyn dos Santos, Franciela Krasnucki và Rosângela Santos đã phá vỡ kỷ lục thể thao Nam Mỹ trong trận bán kết nội dung tiếp sức 4x100 mét của nữ, với thời gian 42,29 giây. Nhưng CBAT (Liên đoàn điền kinh Brazil) đã thay đổi vận động viên, đưa Vanda Gomes thi đấu thay Rosangela Santos mà không đưa lí do cụ thể. Trân chung kết, tại đợt tiếp sức cuối cùng, Krasucki đưa gậy cho Vanda thì bị đánh rơi, đội Brazil bị loại.
Vào tháng 2 năm 2014, tại São Caetano do Sul, cô hai lần phá kỷ lục Nam Mỹ trong nội dung 60 mét, với thời gian 7,23 giây trong trận bán kết và 7,19 trong trận chung kết. Người giữ kỷ lục Nam Mỹ trước đó là Esmeralda Garcia Freitas, xác lập ngày 13 tháng 3 năm 1981, tại Pocatello, Hoa Kỳ, với thời gian 7,26.

## Đời tư
Ngày 21 tháng 1 năm 2012, cô kết hôn với vận động viên chạy bộ 800 mét Kléberson Davide tại Valinhos, São Paulo.

## Kỷ lục cá nhân
- 100 m: 11,13 (gió: -0,7   m / s) -  São Paulo, ngày 6 tháng 6 năm 2013
- 200 m: 22,76 (gió: -0,1   m / s) - São Paulo, ngày 9 tháng 6 năm 2013